# Фён
Фён (нем. Föhn, от лат. favonius — римского эквивалента Зефира) — сильный, порывистый, тёплый и сухой местный ветер, дующий с гор в долину. Широко распространён во всех горных местностях (Кавказ, Альпы, Карпаты, Гималаи, Памир и др.). Термин «фён» первоначально использовался для обозначения южного ветра, который дует в зимние месяцы и приносит оттепели на северную сторону Альп. Поскольку позже название стало общим термином, который распространился на другие горные хребты, испытывающие подобные явления, то для фёнов Альпийского региона был придуман отдельный термин альпийский фён.

## Физическая природа
Холодный воздух с высокогорий быстро опускается вниз по сравнительно узким межгорным долинам, что приводит к его адиабатическому нагреванию, особенно во внутриконтинентальных районах, где облачность низка и велико количество ясных солнечных дней (от 250 и более в год). При опускании на каждые 100 м воздух нагревается примерно на 1 °C. Спускаясь с высоты 2500 м, он нагревается на 25 градусов и становится тёплым, даже горячим. Обычно фён продолжается менее суток, но иногда длительность доходит до 5 суток, причём изменения температуры и относительной влажности воздуха могут быть быстрыми и резкими.
Фёны являются частью так называемой горно-долинной инверсии температур, представляющей собой повышение температуры воздуха на склонах гор до высоты порядка 1500—1650 м. Это явление связано со стремлением холодного воздуха занять самые низкие участки земной поверхности. Фёны особенно часты весной, когда резко возрастает интенсивность общей циркуляции воздушных масс. В отличие от фёна, при вторжении масс плотного холодного воздуха образуется бора.

## Хозяйственное значение

Механизм образования фёна

Влияние фёна на хозяйственную деятельность человека может быть различным. К примеру, в Алтайском регионе фёновая погода повышает сумму активных температур в отдельных районах (Чемал, Белокуриха) в целом сурового сибирского региона, создавая мягкий микроклимат и способствуя точечной акклиматизации ряда относительно теплолюбивых растений. С другой стороны, фён усиливает таяние снега, вызывает наводнения, повышает риск схода лавин. Хотя сухой и тёплый горный воздух в целом благоприятен для человека, в пик летнего сезона он повышает испарение с почвенно-растительного покрова и может вызвать засуху. Ранние фёны часто приводят к преждевременному цветению садов. Резкое похолодание после фёна приводит к гибели завязей и цветов на равнинах и предгорьях. Фён может обретать и ураганную силу, превращаясь в «ветровал», от которого гибнут молодые сады и виноградники. В Закавказье (район Кутаиси) летний фён может быть настолько сухим и продолжительным, что на деревьях высыхает и опадает листва.

## Распространение
В отдельных регионах мира фёновая погода играет важную роль в формировании климата.
На Телецком озере в горном Алтае наблюдается до 150 дней с фёнами в году. Благодаря этому посёлок Беле на правом берегу Телецкого озера со среднегодовой температурой +7,5 °C является самым тёплым местом Западной Сибири. Такие явления также наиболее выражены в долинах рек Чулышман (село Балыкча) и Катунь (село Чемал). Фёны как одно из сложных и интереснейших явлений, характерных для горных районов, часто наблюдаются в природных процессах Горного Алтая, что связано с взаимодействием общей циркуляции атмосферы и орографией местности. Горный Алтай по количеству дней с фёнами не уступает Кавказу (129 дней в Беле; 163 в Чемале; 124 в районе перевала Кара-Тюрек.
Фёновые явления демонстрирует и Сихотэ-Алинь, когда холодные континентальные муссоны спускаются с гор в сторону моря и в отдельные дни значительно повышают температуру воздуха у подножия склона. По этой причине зимой наиболее теплыми районами являются южное и восточное побережье Приморского края, хотя значительную роль играет также экранирующее влияние самого хребта и теплоёмкость Японского моря.
B районе Кутаиси (Грузия) фён наблюдается в среднем 114 дней в году, в Тбилиси — 45, во Владикавказе — 36, в Инсбруке в Альпах — 75. Фёны часто дуют в горах и предгорьях в Средней Азии, в Скалистых горах Америки.

## Местные названия
Фён имеет множество названий на языках в тех местах, где он распространён. На юге Туркменистана горячий ветер с гор именуют гармсиль.  В Скалистых горах Северной Америки индейцы называют его чинук — буквально «пожиратель снега», так как он быстро тает весной при возникновении этого ветра, оставляя сухую землю и траву. У южной Калифорнии сухой теплый ветер мексиканцы называют Санта-Анна. В российском Алтае тёплые ветра, дующие из долины Чулышмана, имеют местное название «верховка».

## Фён и фен
Название этого ветра стало нарицательным для бытового электроприбора для сушки волос — фена. Слово вошло в нашу речь в слегка искаженном виде из-за неточной транслитерации немецкой торговой марки Foen, зарегистрированной в 1941 году. В немецком языке слово Fön также служит синонимом названия прибора для сушки волос, называемого Haartrockner.